# São Valério do Sul

São Valério de Sul.

São Valério do Sul es un municipio brasileño del estado de Rio Grande do Sul.
Se encuentra ubicado a una latitud de 27º47'14" Sur y una longitud de 53º56'13" Oeste, estando a una altitud de 421 metros sobre el nivel del mar. Su población estimada para el año 2004 era de 2.609 habitantes.
Ocupa una superficie de 115,84 km².
- Datos: Q347722
- Multimedia: São Valério do Sul / Q347722